# 月脚達彦
月脚 達彦（つきあし たつひこ、1962年 - ）は、日本の歴史学者。東京大学大学院総合文化研究科教授。専門は朝鮮近代史。総合文化研究科グローバル共生プログラム (GHP) 運営委員。

## 経歴
1962年、北海道宗谷郡で生まれた。北海道旭川西高等学校を卒業し、東京外国語大学外国語学部朝鮮語学科に進んだ。1986年、同大学を卒業。東京都立大学大学院人文科学研究科史学専攻に進み、1994年に博士課程を単位取得退学。
1995年、東京外国語大学外国語学部助手に採用。1997年に同専任講師、2001年に同助教授に昇格。2006年、東京大学総合文化研究科言語情報科学専攻助教授となった。2012年に教授昇格。

## 研究内容・業績
19世紀末から20世紀前半にかけての朝鮮思想史を専門としている。特に近代朝鮮半島における国民国家、ナショナリズムの形成・展開に焦点を当てて、文化史・社会史の観点からも研究している。また、日韓を軸として東アジアの歴史教育・歴史認識の問題にも関心を持っている。

## 著作
著書
- 『朝鮮開化思想とナショナリズム　近代朝鮮の形成』東京大学出版会 2009[4]
- 『福沢諭吉と朝鮮問題 「朝鮮改造論」の展開と蹉跌』東京大学出版会 2014[5]
- 『福沢諭吉の朝鮮 日朝清関係のなかの「脱亜」』講談社選書メチエ 2015[6]

共編
- 『大人のための近現代史 19世紀編』三谷博・並木頼寿と共編、東京大学出版会 2009[7]

翻訳
- 『帝国のはざまで』（第1章「文明という普遍の風」）アンドレ・シュミット著、糟谷憲一・並木真人・林雄介共訳、名古屋大学出版会 2007[8]
- 『朝鮮開化派選集 金玉均・朴泳孝・兪吉濬・徐載弼』訳注 、平凡社東洋文庫 2014ISBN 9784582808483